# Grigor Kerdikoshvili
Pas d'image ? Cliquez ici

a Compétitions nationales et continentales officielles uniquement.

b Matchs officiels uniquement.
Dernière mise à jour le 22 décembre 2020.
Grigor Kerdikoshvili (en géorgien : გრიგორ ქერდიყოშვილი), né le 15 novembre 1994, est un joueur géorgien de rugby à XV qui évolue au poste de deuxième ligne et de troisième ligne.

## Biographie
Grigor Kerdikoshvili se fait connaître aux États-Unis, où il fait ses études. Il étudie au sein de l'US Air Force Academy, et joue pour son équipe en Division 1-A Rugby (en), où il est l'un des meilleurs joueurs du championnat, gagnant le surnom de « Mr. Do-it-all ». Il est nommé dans l'équipe des étoiles de la conférence ouest en 2015. 
Après l'obtention de son diplôme, il rejoint le club des Glendale Merlins (en). Toujours membre de Merlins, il est aussi mis à disposition de l'équipe des Glendale Raptors qui évolue en MLR en 2018. Il ne jouera que deux matchs, mais inscrit tout de même un essai face à San Diego Legion.
Après la fin de saison en MLR, il décide de rentrer en Géorgie pour l'exercice 2018-2019, signant chez les Lelo Saracens Tbilissi.
Quelques mois plus tard, il découvre la sélection nationale, à l'occasion d'un match face à l'Espagne, où il impressionne son sélectionneur, Milton Haig.
Il est ainsi inclus à la préparation pour la coupe du monde 2019, mais ne sera finalement pas du voyage au Japon. Il réintègre la sélection nationale à l'occasion de la Coupe d'automne des nations 2020, et joue lors de trois rencontres. 
En février 2021, il signe un contrat de deux saisons avec le SU Agen. Au terme de son contrat, ayant eu peu de temps de jeu, il n'est pas conservé par le club. Il rentre au pays et intègre le Black Lion.

## Statistiques

### En sélection
| Année | Compétition                      | Matchs | Points | Essais | Transf. | Drops | Pénal. |
| ----- | -------------------------------- | ------ | ------ | ------ | ------- | ----- | ------ |
| 2019  | REC 2019                         | 1      | 5      | 1      | -       | -     | -      |
| 2020  | Test match                       | 1      | -      | -      | -       | -     | -      |
| 2020  | Coupe d'automne des nations 2020 | 3      | -      | -      | -       | -     | -      |
| Total | Total                            | 5      | 5      | 1      | -       | -     | -      |

| Essai | Adversaire | Lieu                               | Compétition | Date            | Résultat | Score |
| ----- | ---------- | ---------------------------------- | ----------- | --------------- | -------- | ----- |
| 1     | Espagne    | Stade de rugby d'Avchala, Tbilissi | REC 2019    | 17 février 2019 | Victoire | 24-10 |